# 雲雀湯
雲雀湯（ひばりゆ）は、日本のライトノベル作家。代表作は『転校先の清楚可憐な美少女が、昔男子と思って一緒に遊んだ幼馴染だった件』。2020年、『会話もしない連れ子の妹が、長年一緒にバカやってきたネトゲのフレだった』により第1回集英社WEB小説大賞で金賞を受賞。

## 人物
奈良県出身。田舎の山里と家庭菜園が大好きであり、自身のTwitterのプロフィールでも菜園での野菜の収穫をあげている。
雲雀湯というペンネームは、正確には｢どこかこ街にある銭湯・雲雀湯の看板猫(という設定)｣と、自身の著書のあとがきで綴っている。

## 書籍化作品
- 『転校先の清楚可憐な美少女が、昔男子と思って一緒に遊んだ幼馴染だった件』（イラスト：シソ、角川スニーカー文庫〈KADOKAWA〉、既刊8巻）[4]
- 『会話もしない連れ子の妹が、長年一緒にバカやってきたネトゲのフレだった』（イラスト：jimmy、ダッシュエックス文庫〈集英社〉、既刊2巻）[5]
- 『血の繋がらない私たちが家族になるたった一つの方法』（イラスト：天谷たくみ、角川スニーカー文庫〈KADOKAWA〉、既刊2巻）[6]
- 『愛とか恋とか、くだらない。』（イラスト：美和野らぐ、ガガガ文庫〈小学館〉、既刊2巻）[7]